# Université de La Rioja
L'université de La Rioja (en espagnol Universidad de La Rioja) est une université publique située à Logroño, dans la région de La Rioja en Espagne, fondée en 1992 à partir d'anciennes écoles et d'anciens collèges universitaires déjà présents.

## Présentation
Elle propose 19 diplômes adaptés à l'Espace européen de l'enseignement supérieur, un programme de masters, des cours d'été, ainsi que des cours de langue et culture espagnoles pour les étrangers.

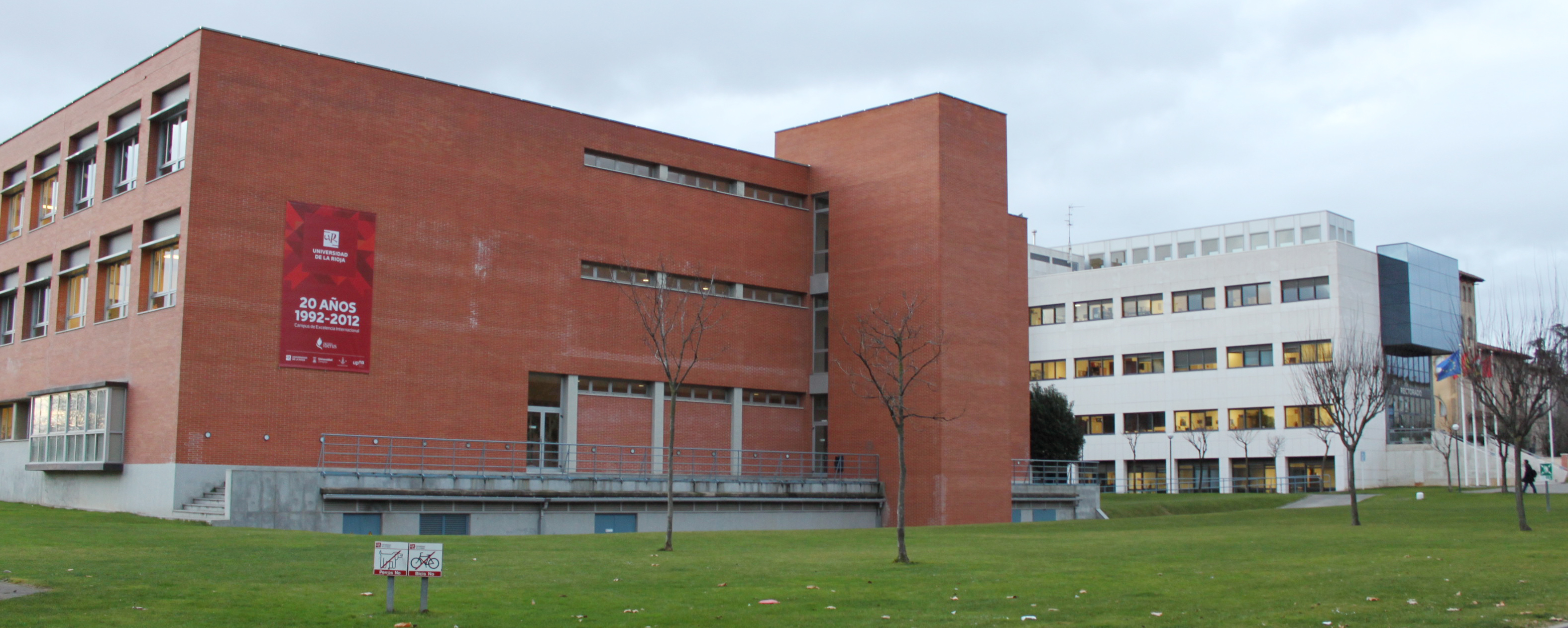
Campus de l'université de La Rioja.